# Sunburnt
Sunburnt  es el cuarto álbum de estudio de la banda neozelandesa de rock: The Chills. Siendo este su álbum menos conocido del grupo o el que recibió menos demandas o críticas como su anterior álbum "Soft Bomb" de 1992 que se considera como el mejor de The Chills.
A pesar de ser el álbum menos apreciado de The Chills, El sencillo "Come Home" llegó a posiciones en la Recorded Music NZ en la posición número 33.

## Sonido
Al igual que su álbum anterior Soft Bomb, en este álbum se tiene la misma sonoridad particular. Pero llega a tener sonidos en varios de los sencillos y más ligados al post-punk, garage rock; piano rock e incluso música de cámara.

## Lista de canciones
Todas las canciones escritas y compuestas por Martin Phillipps. 
| Sunburnt |                         |          |  |
| N.º      | Título                  | Duración |  |
| 1.       | «As Far as I Can See»   | 3:28     |  |
| 2.       | «Premonition»           | 2:54     |  |
| 3.       | «Surrounded»            | 2:48     |  |
| 4.       | «Come Home»             | 3:09     |  |
| 5.       | «Sunburnt»              | 3:42     |  |
| 6.       | «The Big Assessment»    | 2:59     |  |
| 7.       | «Swimming in the Rain»  | 3:38     |  |
| 8.       | «Dreams Are Free»       | 2:07     |  |
| 9.       | «You Can Understand Me» | 3:20     |  |
| 10.      | «Lost in Future Ruins»  | 3:10     |  |
| 11.      | «New Millennium»        | 3:29     |  |
| 12.      | «Walk on the Beach»     | 2:38     |  |
| 13.      | «Secret Garden»         | 3:07     |  |
| 40:27    |                         |          |  |

## Personal
- Martin Phillipps - vocal, guitarra, percusión, teclados
- Dave Gregory - bajo
- Dave Mattacks - batería

### Colaboradores
- Craig Leon - teclado, percusión, guitarra (únicamente colaboración)